# Altmärkische Höhe
Altmärkische Höhe is een gemeente in de Duitse deelstaat Saksen-Anhalt, en maakt deel uit van de Landkreis Stendal.
Altmärkische Höhe telt 1.823 inwoners.

## Indeling gemeente
De volgende Ortsteile maken deel uit van de gemeente:
- Boock
- Bretsch
- Dewitz
- Drüsedau
- Einwinkel
- Gagel
- Heiligenfelde
- Kossebau
- Losse
- Lückstedt
- Neue Welt
- Priemern
- Stapel
- Wohlenberg

Aland ·
Altmärkische Höhe ·
Altmärkische Wische ·
Arneburg ·
Bismark (Altmark) ·
Eichstedt (Altmark) ·
Goldbeck ·
Hassel ·
Havelberg ·
Hohenberg-Krusemark ·
Iden ·
Kamern ·
Klietz ·
Osterburg (Altmark) ·
Rochau ·
Sandau (Elbe) ·
Schollene ·
Schönhausen (Elbe) ·
Seehausen (Altmark) ·
Stendal ·
Tangerhütte ·
Tangermünde ·
Vinzelberg ·
Werben (Elbe) ·
Wust-Fischbeck ·
Zehrental